# マリー1世 (オーヴェルニュ女伯)
マリー1世（Marie Ire d'Auvergne, 1376年 - 1437年8月7日）は、フランスの貴族女性。オーヴェルニュ家出身としては最後のオーヴェルニュ女伯およびブローニュ女伯（1424年 - 1437年）。ブローニュ女伯としては「マリー2世（Marie II de Boulogne）」と数えられる。

## 生涯
オーヴェルニュ伯ロベール7世の四男であるモンガスコン領主ゴドフロワ（1385年没）と、その2番目の妻ジャンヌ・ド・ヴァンタドゥール（Jeanne de Ventadour）の間の一人娘として生まれた。母はマリーの誕生直後に死去し、父は3番目の妻を迎えてさらに娘を2人もうけるが、男子を授からなかった。このためマリーがモンガスコンの女領主となった。1389年1月11日にラ・トゥール領主ベルトラン4世（1423年没）と結婚し、間に1男3女の計4人の子女をもうけた。
- ベルトラン5世（フランス語版）（1461年没） - オーヴェルニュ伯
- ジャンヌ（1426年以前） - 1409年、オーヴェルニュのドーファン・ベロー3世（フランス語版）と結婚
- イザベル（生没年不明） - 1419年、ポリニャック子爵ルイ・アルマン・ド・シャランコンと結婚
- ルイーズ（1472年没） - 1433年、クーシュ領主クロード・ド・モンタギュー（カペー＝ブルゴーニュ家の末裔）と結婚

1424年、同族の従姪にあたるオーヴェルニュ女伯ジャンヌ2世が子供のないまま死ぬと、オーヴェルニュとブローニュの相続を認められた。1437年に死去すると2つの伯爵領は息子のベルトラン5世が相続した。マリーの子孫は家系の絶えたオーヴェルニュ家の正統な相続人であることを示すため、ラ・トゥール・ドーヴェルニュ家の複合姓を名乗った。